# Marty Jannetty
Marty Jannetty (født Fredrick Martin Jannetty; 3. februar 1960)  er en amerikansk professionel wrestler. I en karriere, der strækker sig over mere end tre årtier, har han arbejdet for World Wrestling Federation/Entertainment (WWF/E), American Wrestling Association (AWA), World Championship Wrestling (WCW) og Extreme Championship Wrestling (ECW), og har vundet i alt 20 mesterskaber.
Jannetty er måske bedst kendt som halvdelen af tagholdet The Rockers, sammen med Shawn Michaels.
Efter at have splittet fra Michaels i 1992, blev Jannetty en engangs WWF Intercontinental Champion   og en engangs WWF World Tag Team Champion med Sean Waltman (X-Pac/1-2-3 Kid).